# Radbruchsche Formel

Gustav Radbruch, 1902

Die Radbruchsche Formel ist eine erstmals 1946 formulierte These des deutschen Rechtsphilosophen Gustav Radbruch (1878–1949). Dieser These zufolge hat sich ein Richter bei einem Konflikt zwischen dem positiven (gesetzten) Recht und der Gerechtigkeit immer dann – und nur dann – gegen das Gesetz und stattdessen für die materielle Gerechtigkeit zu entscheiden, wenn das fragliche Gesetz
- als „unerträglich ungerecht“ anzusehen ist oder
- die im Begriff des Rechts grundsätzlich angelegte Gleichheit aller Menschen aus Sicht des Interpreten „bewusst verleugnet“.

Da die Radbruchsche Formel mehrfach von der bundesdeutschen höchstrichterlichen Rechtsprechung angewandt wurde, gilt Radbruchs Aufsatz Gesetzliches Unrecht und übergesetzliches Recht, der diese These erstmals enthielt, manchen Autoren als die einflussreichste rechtsphilosophische Schrift des 20. Jahrhunderts. Die Frage, ob der rechtspositivistische Rechtsbegriff, der allein auf die ordnungsgemäße Setzung und die soziale Wirksamkeit einer Norm abstellt, im Sinne der Radbruchschen Formel modifiziert werden sollte, bildet eine grundlegende Kontroverse der gegenwärtigen rechtsphilosophischen Diskussion im deutschsprachigen Raum und über diesen hinaus.

## Inhalt und Struktur

### Inhalt und verschiedene Fassungen
Radbruch veröffentlichte die als „Radbruchsche Formel“ in die rechtsphilosophische Ideengeschichte eingegangene Textpassage erstmals im Jahr 1946 im Aufsatz Gesetzliches Unrecht und übergesetzliches Recht in der Süddeutsche Juristen-Zeitung (SJZ). Die heute gebräuchliche Bezeichnung „Radbruchsche Formel“ wurde erstmals 1948 von Richard Lange verwendet.
Befindet sich ein Richter in einer Konfliktsituation, in der er zwischen den Möglichkeiten schwankt, eine ihm ungerecht erscheinende Norm des positiven Rechts entweder anzuwenden oder sie zugunsten der materiellen Gerechtigkeit zu verwerfen (Ausnahmesituation), dann schlägt Radbruch vor, den Konflikt folgendermaßen aufzulösen:

„Der Konflikt zwischen der Gerechtigkeit und der Rechtssicherheit dürfte dahin zu lösen sein, daß das positive, durch Satzung und Macht gesicherte Recht auch dann den Vorrang hat, wenn es inhaltlich ungerecht und unzweckmäßig ist, es sei denn, daß der Widerspruch des positiven Gesetzes zur Gerechtigkeit ein so unerträgliches Maß erreicht, daß das Gesetz als ‚unrichtiges Recht‘ der Gerechtigkeit zu weichen hat. Es ist unmöglich, eine schärfere Linie zu ziehen zwischen den Fällen des gesetzlichen Unrechts und den trotz unrichtigen Inhalts dennoch geltenden Gesetzen; eine andere Grenzziehung aber kann mit aller Schärfe vorgenommen werden: wo Gerechtigkeit nicht einmal erstrebt wird, wo die Gleichheit, die den Kern der Gerechtigkeit ausmacht, bei der Setzung positiven Rechts bewußt verleugnet wurde, da ist das Gesetz nicht etwa nur ‚unrichtiges‘ Recht, vielmehr entbehrt es überhaupt der Rechtsnatur. Denn man kann Recht, auch positives Recht, gar nicht anders definieren als eine Ordnung und Satzung, die ihrem Sinne nach bestimmt ist, der Gerechtigkeit zu dienen.“

Ganz ähnlich legte Radbruch diese Position auch in der posthum veröffentlichten Vorlesungsnachschrift Vorschule der Rechtsphilosophie dar:
Wo die Ungerechtigkeit des positiven Rechts ein solches Maß erreiche, dass die durch dieses Gesetz garantierte Rechtssicherheit gegenüber seiner Ungerechtigkeit überhaupt nicht mehr ins Gewicht falle, trete dieses „unrichtige“ Recht gegenüber der Gerechtigkeit zurück.
An anderer Stelle derselben Quelle heißt es:

„Wo also […] Gerechtigkeit nicht einmal erstrebt wird, können die so geschaffenen Anordnungen nur Machtsprüche sein, niemals Rechtssätze […]; so ist das Gesetz, das gewissen Menschen die Menschenrechte verweigert, kein Rechtssatz. Hier ist also eine scharfe Grenze zwischen Recht und Nicht-Recht gegeben, während wie oben gezeigt wurde, die Grenze zwischen gesetzlichem Unrecht und geltendem Recht nur eine Maßgrenze ist […].“

### Struktur
Die Radbruchsche Formel unterscheidet drei Typen ungerechter Gesetze. Den drei Gesetzestypen stehen drei Aussagen über die rechtliche Geltung dieser Gesetze gegenüber:
1. Positive Gesetze müssen auch dann angewendet werden, wenn sie ungerecht und unzweckmäßig sind.
2. „Unerträglich“ ungerechte Gesetze müssen der Gerechtigkeit weichen.
3. Falls Gesetze nicht einmal das Ziel verfolgen, gerecht zu sein, sind sie kein Recht.

Adressat der Radbruchschen Formel ist die Rechtsprechung. Die Formel postuliert zunächst folgende Grundregel: Das positive Recht verdiene aus Gründen der Rechtssicherheit im Prinzip auch dann gegenüber nichtpositivierten Gerechtigkeitsgrundsätzen den Vorzug, wenn es sich als ungerecht erweise. Insoweit stimmt Radbruchs Position mit derjenigen des Rechtspositivismus überein. Gleichzeitig betont Radbruch, dass Gerechtigkeit und Rechtssicherheit als aus der „Idee des Rechts“ entspringende Forderungen prinzipiell gleichrangig seien. Keiner dieser beiden Seiten der Rechtsidee gebühre ohne weiteres der Vorrang vor der jeweils anderen. Es handle sich um gleichberechtigte, einander jedoch potentiell widersprechende Forderungen. Diese beiden Prämissen – die prinzipielle Gleichrangigkeit und die Konfliktbeladenheit – führen Radbruch zu einer vom Rechtspositivismus abweichenden Schlussfolgerung: Das Prinzip der Rechtssicherheit müsse zumindest dann gegenüber dem Prinzip der Gerechtigkeit zurücktreten, wenn die Ungerechtigkeit des fraglichen Gesetzes ein bestimmtes Maß überschreite, mit Radbruchs Worten also „unerträglich“ werde. Dem heutigen juristischen Sprachgebrauch gemäß formuliert, genießt das positive Recht gegenüber abweichenden Gerechtigkeitsprinzipien somit lediglich einen Prima-Facie-Vorrang, nicht jedoch einen absoluten Vorrang.
Die Radbruchsche Formel wird oft mittels der Kurzform „extremes Unrecht ist kein Recht“ zusammengefasst. Bei genauerer Betrachtung enthält sie zwei eigenständige und voneinander unabhängige Teilformeln, in der Sekundärliteratur allgemein als „Unerträglichkeitsformel“ sowie „Verleugnungsformel“ bezeichnet.
Die „Unerträglichkeitsformel“ entpflichtet den Richter dann von seiner grundsätzlichen Bindung an das positive Recht, wenn er es für auf unerträgliche Weise ungerecht hält. In solchen Fällen trete der prinzipielle Vorrang des positiven Rechts zurück und auch eine geschriebene Norm müsse der materiellen Gerechtigkeit weichen. Radbruch selbst hielt diese Variante der Radbruchschen Formel für wenig trennscharf: Die Grenzen zwischen „richtigem“, „unrichtigem“ und „unerträglich unrichtigem“ Recht seien fließend und eine nur unscharf zu ziehende Frage des rechten Maßes. Unklar bleibt bei dieser schwachen Variante der Radbruchschen Formel der rechtstheoretische Status des sogenannten „unrichtigen Rechts“: Sind extrem ungerechte Gesetze noch als „Recht“ im Sinne des Rechtsbegriffs anzusehen? Radbruch selbst legte sich diesbezüglich nicht fest. Neuere Interpretationen der Radbruchschen Formel schließen auch „unerträglich ungerechtes“ Recht aus einem entsprechend modifizierten Rechtsbegriff aus.
Klarer beurteilte Radbruch den rechtstheoretischen Status eines anhand der „Verleugnungsformel“ zu verwerfenden Gesetzes: Ein Gesetz, das Gerechtigkeit nicht einmal erstrebt, ist demnach bereits kein Recht im Sinne des Rechtsbegriffs. Im Gegensatz zur „Unerträglichkeitsformel“ scheint die „Verleugnungsformel“ nicht primär an die Eigenschaften des fraglichen Gesetzes, sondern an die Intentionen des Gesetzgebers anzuknüpfen. Stanley L. Paulson und Ralf Dreier haben daher darauf hingewiesen, dass es im Einzelfall zumindest schwierig sein dürfte, dem Gesetzgeber eine solche bewusste Verleugnung von Gerechtigkeitsprinzipien nachzuweisen. Überwiegend wird jedoch die Ansicht vertreten, dass auch die Verleugnungsformel einer objektiven Auslegung zugänglich sei. Ein Rückgriff auf die tatsächlichen Regelungsabsichten des Gesetzgebers sei nicht nötig. Entscheidend sei vielmehr der im Gesetzeswortlaut „objektivierte Wille des Gesetzgebers“. Darüber hinaus wird die These vertreten, dass eine subjektive Deutung der Verleugnungsformel Radbruchs Rechtsphilosophie verfehle, da dieser auch innerhalb seiner juristischen Methodenlehre die objektive Gesetzesauslegung („Zweck des Gesetzes“) gegenüber der subjektiven („Zwecke des Gesetzgebers“) bevorzugt habe.
Ihren heutigen Vertretern (in Deutschland derzeit vor allem Robert Alexy) zufolge setzt die Radbruchsche Formel die erkenntnistheoretische Möglichkeit voraus, objektiv überhaupt zwischen „gerechten“ und „ungerechten“ Gesetzen unterscheiden zu können. Diese erkenntnistheoretische Möglichkeit wurde von Rechtspositivisten wie Hans Kelsen oder Alf Ross – vor 1945 jedoch auch von Gustav Radbruch selbst  – bestritten. H. L. A. Hart ließ die Beantwortung dieser Frage offen. Radbruch selbst vertrat diesbezüglich nach 1945 die Ansicht, dass sich angesichts der jahrhundertelangen Bemühungen um die Begründung der Menschenrechte zumindest ein Kernbestand an Rechten herausschälen lasse, den nur noch eine „gewollte Skepsis“ wirklich anzweifeln könne. Teilweise wird darauf hingewiesen, dass die Radbruchsche Formel erkenntnistheoretisch im Wege der Falsifikation vorgehe: Die Radbruchsche Formel versuche nicht, positiv festzustellen, was gerecht sei (Verifikation). Sie beschränke sich darauf, negativ festzustellen, welche Gesetze jedenfalls „extrem ungerecht“ seien. Dieses erkenntnistheoretisch negative Verfahren sei leichter durchzuführen und weniger Einwänden ausgesetzt als das entgegengesetzte positive Verfahren.

## Stellung innerhalb der Rechtsphilosophie Radbruchs

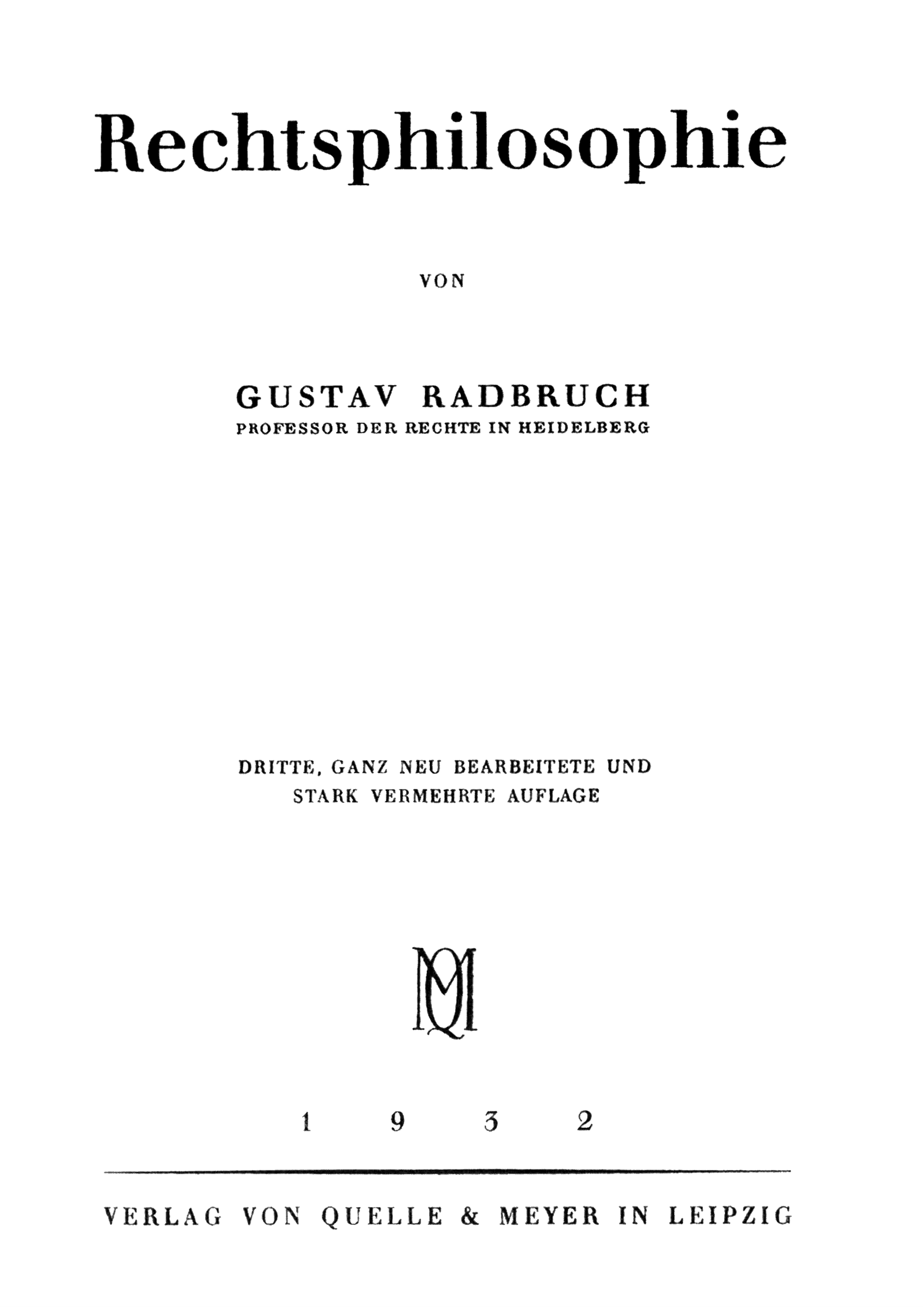
Die „Rechtsphilosophie“ von 1932

Die Frage, ob und inwieweit die Radbruchsche Formel einen Wendepunkt innerhalb des rechtsphilosophischen Denkens ihres Verfassers bezeichnet, ist ein lebhafter Gegenstand der gegenwärtigen rechtsphilosophischen Diskussion. Vor 1945 taucht die Formel in Radbruchs Schriften nicht auf. Vielmehr vertrat er noch 1932 die Auffassung, dass der Richter das positive Recht ohne Ausnahme zu befolgen habe. Diese Haltung war Ausdruck des von Radbruch vertretenen Wertrelativismus. Radbruchs Wertrelativismus beruht zum einen auf der strikten logischen Unterscheidung zwischen Sein und Sollen. Im Speziellen hatte Radbruch seinen Wertrelativismus, wie er selbst betonte, „der Sache, nicht dem Wort nach“ von Max Weber übernommen.

„Sollenssätze sind nur durch andere Sollenssätze begründbar und beweisbar. Eben deshalb sind die letzten Sollenssätze unbeweisbar, axiomatisch, nicht der Erkenntnis, sondern nur des Bekenntnisses fähig.“

Diese relativistische Grundannahme führte Radbruch dazu, auch die Möglichkeiten der Rechtsphilosophie entsprechend bescheiden zu formulieren: Die Rechtsphilosophie sei nicht in der Lage, den Konflikt verschiedener Weltanschauungen aufgrund objektiver Argumente zu entscheiden. Aufgabe der Rechtsphilosophie sei es, die Grundwertungen der unterschiedlichen Weltanschauungen zu analysieren und zu vergleichen, nicht aber, eine Rangordnung zwischen ihnen aufzustellen. Auf der Basis dieses rechtsphilosophischen Relativismus unterschied Radbruch drei „nicht mehr auf einander rückführbare“ grundlegende Rechtsauffassungen: die individualistische, die überindividualistische und die transpersonale Auffassung. Die individualistische Auffassung vertrete den Primat des Einzelnen und seiner Bedürfnisse gegenüber der Gesamtheit. Der überindividualistischen Auffassung dienten individuelle Bedürfnisse lediglich zur Schaffung von Kollektivwerten und stünden diesen nach. Der transpersonalen Auffassung zufolge stünden sowohl Individualbedürfnisse als auch Kollektivbedürfnisse im Dienste übergeordneter kultureller Ziele. Alle drei Rechtsauffassungen stehen Radbruch zufolge gleichberechtigt nebeneinander. Eine argumentativ zwingende Bevorzugung der einen gegenüber der anderen sei nicht möglich.
Unterschiedlich beantwortet wird die Frage, ob Gustav Radbruch sein auf dem Wertrelativismus basierendes rechtsphilosophisches System mit Einführung der Radbruchschen Formel nach 1945 im Wesentlichen beibehalten, modifiziert oder aufgegeben hat. Auch in der zuerst 1948 herausgegebenen Vorschule der Rechtsphilosophie unterschied Radbruch wie bereits 1932 zwischen der individualistischen, der überindividualistischen und der transpersonalen Rechtsauffassung. Zudem betrachtete er die Idee einer Rangordnung der drei „Wertklassen“ nach wie vor als nicht durchführbar. Dennoch erkannte er im Unterschied zu 1932 nun einen relativen Vorrang der individualistischen Rechtsauffassung an: Sowohl die transpersonale als auch die überindividualistische Rechtsauffassung hätten die Geltung der individuellen Menschenrechte hinzunehmen. Kollektivwerte und Kulturwerte müssten zurücktreten, wenn elementare Menschenrechte verletzt werden. In jeder Rechtsordnung stecke daher ein gewisses Maß an Liberalismus als notwendiger Einschlag.
Dennoch vertreten Stanley Paulson, Ralf Dreier und Hidehiko Adachi die sogenannte Einheitsthese: Die Radbruchsche Formel bedeute keine nennenswerte Veränderung der von Radbruch vor 1945 vertretenen rechtsphilosophischen Grundannahmen. Diese These beruht auf verschiedenen Passagen aus Radbruchs zur Zeit der Weimarer Republik entstandenem Werk, insbesondere der zweiten Auflage der Rechtsphilosophie von 1932, die die Radbruchsche Formel zumindest vorzubereiten scheinen. So legte Radbruch bereits 1932 die Existenz sogenannter „Schandgesetze“ nahe, denen das Gewissen den Gehorsam verweigere. Als Beispiel führte er die Sozialistengesetze an. Dem Wortlaut nach nahm Radbruch 1932 auch die Grundgedanken der „Verleugnungsformel“ bereits vorweg. Dies ergibt sich aus seinem Rechtsbegriff, demzufolge das Recht „diejenige Wirklichkeit ist, die den Sinn hat, der Gerechtigkeit zu dienen“.
Andererseits muss betont werden, dass Radbruch vor 1945 strikt an dem Grundsatz festhielt, wonach zumindest ein Richter jedes Gesetz unabhängig davon, ob er es für ungerecht hält, anzuwenden habe. Er vertrat somit – bezogen auf die rechtsprechende Gewalt – ursprünglich einen definitiven Vorrang des positiven Rechts, den er erst nach 1945 in einen bloßen Prima-Facie-Vorrang umwandelte. Aus diesen Gründen wird in der Sekundärliteratur mehrheitlich die Auffassung vertreten, dass Radbruch sein vor 1945 ausgebautes rechtsphilosophisches System durch die Radbruchsche Formel jedenfalls nicht unwesentlich modifiziert habe. H. L. A. Hart sprach in diesem Zusammenhang sogar von einer Bekehrung („conversion“) Radbruchs zur Naturrechtslehre, während Lon Fuller einen Umbruch („a profound modification“) innerhalb seines Systems ausmachte.
Häufig wird die Radbruchsche Formel als Reaktion Radbruchs auf das nationalsozialistische Unrechtssystem verstanden. Radbruch selbst vertrat explizit die These, ein unter den deutschen Richtern damals vorherrschender Positivismus habe diese gegenüber noch so ungerechten Gesetzen wehrlos gemacht. Diese sogenannte „Radbruch-These“ gilt heute als widerlegt. Weder zur Zeit der Weimarer Republik noch später zur Zeit des Nationalsozialismus waren die deutsche Rechtswissenschaft bzw. Rechtsprechung mehrheitlich rechtspositivistisch orientiert. Die Tragfähigkeit der Radbruchschen Formel und ihrer rechtsphilosophischen Grundannahmen kann daher nur unabhängig von dieser Prämisse diskutiert werden.

## Ideengeschichtliche Einordnung
Die Grundaussage der oben genannten „Formel“ scheint sich auf den ersten Blick weit zurückverfolgen zu lassen. Schon in der Antike und im Mittelalter finden sich Argumente, dass dem Staat bzw. seinem Gesetz (Nomos, altgriechisch νόμος; Plural Nomoi) nicht unter allen Umständen zu gehorchen sei. So argumentierte etwa Augustinus im Sinne des Naturrechts: „Ein ungerechtes Gesetz ist (überhaupt) kein Gesetz.“ Ähnliche Aussagen finden sich bei den Stoikern, insbesondere bei Seneca, sowie bei Thomas von Aquin.
Es wäre ein Missverständnis, wollte man Radbruchs Bezugnahme auf „unerträglich“ ungerechte Gesetze als uneingeschränkte Rückkehr zu naturrechtlichen Vorstellungen deuten. Der Radbruchschen Formel zufolge scheiden lediglich „unerträglich“ – die heutigen Anhänger der Radbruchschen Formel verwenden den Ausdruck „extrem“ – ungerechte Gesetze aus dem Normenkreis des anwendbaren Rechts aus. In allen übrigen Fällen bleibt es aus Gründen der Rechtssicherheit beim Anwendungsvorrang des positiven Rechts. Ebendiese Bezugnahme auf die Rechtssicherheit unterscheidet die Radbruchsche Formel von den oben zitierten naturrechtlichen Stellungnahmen. Diese berücksichtigen das von den Rechtspositivisten für wichtig erachtete Prinzip der Rechtssicherheit überhaupt nicht, sondern betrachten jedes ungerechte Gesetz ungeachtet anderer Prinzipien als Nicht-Recht. Die Radbruchsche Formel basiert also auf einem Kompromiss. Der aufgrund dieses Kompromisses postulierte prinzipielle Anwendungsvorrang des positiven Rechts auch gegenüber ungerechten und unzweckmäßigen Gesetzen führte Radbruchs Schüler Arthur Kaufmann dazu, dessen Rechtsphilosophie als „jenseits von Naturrecht und Positivismus“ stehend einzuordnen.
Radbruch war nicht der erste Rechtstheoretiker, der entsprechende Überlegungen anstellte. In seinem Buch „Gesetz und Richterspruch“ (1915) beschäftigte sich der Rechtstheoretiker Hans Reichel mit verschiedenen Abwägungsproblemen, die einem Richter im Wege der Rechtsfindung begegnen können. Ebenso wie Radbruch nahm auch Reichel ein Spannungsverhältnis zwischen den Prinzipien der Rechtssicherheit und der materiellen Gerechtigkeit an. Sein Ziel war es, dieses Spannungsverhältnis aufzulösen, ohne den Grundsatz der Rechtssicherheit preiszugeben. Nachdem er festgestellt hatte, dass das Prinzip der Rechtssicherheit jedenfalls normalerweise vorrangig sei, schränkte er diese Grundregel folgendermaßen ein:

„Der Richter ist kraft seines Amtes verpflichtet, von einer gesetzlichen Vorschrift bewußt abzuweichen dann, wenn jene Vorschrift mit dem sittlichen Empfinden der Allgemeinheit dergestalt in Widerspruch steht, daß durch Einhaltung derselben die Autorität von Recht und Gesetz erheblich ärger gefährdet sein würde als durch deren Außerachtsetzung.“

Auf diese Weise nahm Reichel die Kernaussage der Radbruchschen Formel nicht wörtlich, wohl aber sinngemäß vorweg. Im Gegensatz zur 30 Jahre später entstandenen Radbruchschen Formel wurden Reichels Äußerungen jedoch weder von der Rechtsprechung noch von der rechtstheoretischen Diskussion in nennenswertem Umfang rezipiert.

## Rezeption durch Rechtsprechung und Rechtsphilosophie
In Deutschland haben sowohl das Bundesverfassungsgericht als auch der Bundesgerichtshof die Radbruchsche Formel mehrfach angewandt. Sie spielt überdies eine große Rolle in der internationalen rechtsphilosophischen Diskussion um den Begriff des Rechts, das Widerstandsrecht und den Tyrannenmord, wobei nicht immer klar zwischen den beiden Spielarten der Formel, der Unerträglichkeitsformel und der Verleugnungsformel, unterschieden wird.

### Rezeption durch die Rechtsprechung
Die Radbruchsche Formel wurde von der Rechtsprechung des Bundesverfassungsgerichts und des Bundesgerichtshofs mehrfach angewandt. Zuerst geschah dies in der Nachkriegszeit bei der Auseinandersetzung mit verschiedenen Aspekten des NS-Unrechts sowie in neuerer Zeit bei der Bewertung der Strafbarkeit der sogenannten Mauerschützen nach dem Zusammenbruch der DDR.

#### Nachkriegszeit
In den ersten Jahrzehnten nach Ende des Zweiten Weltkriegs ging es im Rahmen einer Anwendung der Radbruchschen Formel zunächst um die Frage, inwieweit bestimmte – nach Auffassung der deutschen Bundesgerichte besonders anstößige – nationalsozialistische Vorschriften und Gesetze in der Lage seien, auch die Rechtsprechung der Bundesrepublik Deutschland als geltendes Recht zu binden. Der Bundesgerichtshof und das Bundesverfassungsgericht vertraten in ständiger Rechtsprechung die Auffassung, dass jedenfalls evident ungerechte Regelungen des nationalsozialistischen Gesetzgebers für die bundesdeutsche Rechtsprechung unbeachtlich seien. Sie beriefen sich hierbei explizit auf die Grundsätze der Radbruchschen Formel.
In seinem Urteil vom 12. Juli 1951 erklärte der Bundesgerichtshof die Erschießung eines Deserteurs auf der Flucht durch einen Bataillonskommandeur des Volkssturms für rechtswidrig. Der Bataillonskommandeur berief sich zu seiner Rechtfertigung auf einen sogenannten Katastrophenbefehl Heinrich Himmlers. Dieser Katastrophenbefehl habe jeden Waffentragenden berechtigt, Menschen auf der Flucht ohne weiteres zu erschießen. Der Bundesgerichtshof stützte sich, nachdem er zunächst die mangelnde Gesetzesqualität des Katastrophenbefehls gerügt hatte, zur Bekräftigung seines Urteils explizit auf Radbruch:

„Selbst wenn dieser Befehl als Gesetz oder Rechtsverordnung verkündet worden wäre, wäre er nicht rechtsverbindlich. Das Gesetz findet dort seine Grenze, wo es in Widerspruch zu den allgemein anerkannten Regeln des Völkerrechtes oder zu dem Naturrecht tritt (OGHSt 2, 271) oder der Widerspruch des positiven Gesetzes zur Gerechtigkeit ein so unerträgliches Maß erreicht, daß das Gesetz als »unrichtiges Recht« der Gerechtigkeit zu weichen hat. Wird der Grundsatz der Gleichheit bei der Setzung des positiven Rechts überhaupt verleugnet, dann entbehrt das Gesetz der Rechtsnatur und ist überhaupt kein Recht (Radbruch, SJZ 1946, 105 [107]). Zu den unveräußerlichen Rechten eines Menschen gehört, daß er nicht ohne Gerichtsverfahren seines Lebens beraubt werden darf. An diesem Rechtsgrundsatz hat sogar die Verordnung über die Errichtung von Standgerichten vom 15. Februar 1945 (RGBl I, 30) noch festgehalten. Danach kommt dem sogenannten Katastrophenbefehl keine Gesetzeskraft zu. Er ist keine Rechtsnorm; seine Befolgung wäre objektiv rechtswidrig“

Mit der Frage der Verbindlichkeit einer formell korrekt erlassenen NS-Rechtsnorm für bundesdeutsche Gerichte und der diesbezüglichen Bedeutung der Radbruchschen Formel beschäftigte sich das Bundesverfassungsgericht in seinem Staatsangehörigkeitsbeschluss vom 14. Februar 1968. Konkret ging es um die 11. Verordnung zum Reichsbürgergesetz vom 25. November 1941:

„§ 2. Ein Jude verliert die deutsche Staatsangehörigkeit a) wenn er beim Inkrafttreten dieser Verordnung seinen gewöhnlichen Aufenthalt im Ausland hat, mit dem Inkrafttreten der Verordnung, b) wenn er seinen gewöhnlichen Aufenthalt später im Ausland nimmt, mit der Verlegung des gewöhnlichen Aufenthalts ins Ausland.“

Die Rechtsgeltung der Verordnung war in einem erbrechtlichen Fall bedeutsam. Dessen Lösung hing davon ab, ob die Ausbürgerung eines jüdischen deutschen Staatsbürgers auf Grundlage dieser Vorschrift rechtens gewesen war. Das Bundesverfassungsgericht verneinte diese Frage unter Bezugnahme auf die Gedanken der Radbruchschen Formel folgendermaßen:

„1. Nationalsozialistischen ‚Rechts‘vorschriften kann die Geltung als Recht abgesprochen werden, wenn sie fundamentalen Prinzipien der Gerechtigkeit so evident widersprechen, daß der Richter, der sie anwenden oder ihre Rechtsfolgen anerkennen wollte, Unrecht statt Recht sprechen würde. […]
2. In der 11. Verordnung zum Reichsbürgergesetz vom 25. November 1941 (RGBl. I S. 772) hat der Widerspruch zur Gerechtigkeit ein so unerträgliches Maß erreicht, daß sie von Anfang an als nichtig erachtet werden muß.“

Auch eine konsequente Anwendung der Radbruchschen Formel führt nach Ansicht des Bundesverfassungsgerichts jedoch zu unter Gerechtigkeitsgesichtspunkten unter Umständen nicht haltbaren Resultaten. Dies konstatiert das Bundesverfassungsgericht unter Hinweis auf den Grundgesetzgeber:
Die – in Anwendung der Radbruchschen Formel dogmatisch korrekte – gänzliche Aberkennung der Geltungskraft einer Rechtsnorm (wie eben der „Ausbürgerungs“-Gesetze) blende die (vom Bundesverfassungsgericht so genannte) „soziologische Geltung“ einer Rechtsnorm völlig aus. Es geht dabei um die Feststellung, dass auch im Sinne der Radbruchschen Formel nicht zu beachtende Regeln, wenn auch nicht akzeptable, so doch „tatsächlich“ oder eben „soziologisch“ vorhandene Folgen ausgelöst haben. Im Falle von „Ausbürgerungen“ bedeute dies konkret, dass den von diesen Ausbürgerungen Betroffenen die Anerkennung ihrer Staatsbürgerschaft tatsächlich verweigert worden sei, was nicht ungeschehen gemacht werden könne; und dass viele von ihnen sich mit dem „Faktum“ ihrer „Ausbürgerung“ in der einen oder anderen Weise arrangiert hätten, zum Beispiel indem sie eine andere Staatsbürgerschaft angenommen hätten. Auf dies sei Rücksicht zu nehmen und es könne nicht einfach ohne weiteres, durch Aberkennung aller (Rechts-)Folgen der „Ausbürgerungs“-Regeln, der „status quo ante“ wiederhergestellt werden. Es bleibe also nichts anderes übrig, als diejenigen Regeln, welchen man die Rechtsqualität versagt, eben doch in einem gewissen Sinne zu berücksichtigen.
Des Weiteren gibt das Bundesverfassungsgericht zu bedenken, dass das Unrecht der „Ausbürgerung“, also in der Regel eine krasse Verletzung des Willens der betroffenen Mitbürger, nicht dadurch wiedergutgemacht werden könne, dass ihr Wille erneut missachtet werde, indem sie ohne ihr Zutun (wieder) deutsche Bürger würden (bzw. anerkannt werde, dass sie dies weiterhin seien), ihnen gewissermaßen die Staatsbürgerschaft eines Staates aufgezwungen werde, welcher sie verfolgt habe und welchem sie möglicherweise für alle Zeiten den Rücken gekehrt hätten. Auch aus diesem Grund seien die Folgen der nicht zu berücksichtigenden Regel eben trotz der Radbruchschen Formel als „tatsächlich“ vorhanden anzuerkennen.

#### Mauerschützen-Prozesse
Eine erneute Aktualität erlangte die Radbruchsche Formel nach der friedlichen Revolution in der DDR und der 1990 folgenden Wiedervereinigung im Rahmen der Mauerschützenprozesse. Hierbei ging es sowohl um die Strafbarkeit ehemaliger DDR-Grenzsoldaten, die im Rahmen der Ausübung ihres Dienstes an der innerdeutschen Grenze DDR-Staatsbürger auf der Flucht von der DDR in die Bundesrepublik Deutschland erschossen hatten, als auch um die Strafbarkeit ihrer Befehlshaber als mittelbare Täter.

Vergleich von § 27 DDR Grenzgesetz mit entsprechenden bundesdeutschen Regelungen. Juristen, die eine Anwendung der Radbruchschen Formel im Rahmen der Mauerschützenprozesse ablehnten, bezweifelten auch aufgrund der wörtlichen Nähe der Gesetze, dass es sich bei § 27 DDR Grenzgesetz um eine unerträglich ungerechte Norm handelte.

Nach überwiegender Ansicht rechtfertigte das geschriebene Recht der DDR die Tötung unbewaffneter Flüchtlinge im Grenzgebiet. Als Rechtfertigungsgründe für die Grenzsoldaten kamen hierbei sowohl § 17 Abs. 2 lit. a VoPoG als auch (seit 1982) § 27 des Grenzgesetzes der DDR in Frage. § 27 Abs 2 S. 1 des Grenzgesetzes hatte folgenden Wortlaut:

„Die Anwendung der Schußwaffe ist gerechtfertigt, um die unmittelbar bevorstehende Ausführung oder die Fortsetzung einer Straftat zu verhindern, die sich den Umständen nach als ein Verbrechen darstellt.“

Der Bundesgerichtshof wertete das Handeln der ehemaligen Grenzsoldaten und ihrer Befehlshaber als nicht gerechtfertigte Fälle von Totschlag gemäß § 212 Abs. 1 StGB. Den in § 27 Abs. 2 S. 1 des DDR-Grenzgesetzes enthaltenen Rechtfertigungsgrund erklärte der BGH für nicht anwendbar. Neben völkerrechtlichen Gesichtspunkten berief sich der Bundesgerichtshof hierbei spätestens in seinem Urteil vom 20. März 1995 explizit auf den Gedanken der Radbruchschen Formel: § 27 Abs. 2 des Grenzgesetzes verstoße gegen elementare Gebote der Gerechtigkeit und sei daher unbeachtlich. Hierbei wies der Bundesgerichtshof zwar auf seiner Ansicht nach substantielle Unterschiede im Unrechtsgehalt zwischen der durch § 27 Abs. 2 Grenzgesetz getroffenen Ermächtigung zum Schießen und verschiedenen Formen des NS-Unrechts hin. Im Ergebnis hielt der Bundesgerichtshof die Radbruchsche Formel jedoch auch auf die Mauerschützenfälle für anwendbar. Die Schwelle zum extremen Unrecht sei auch in diesen Fällen überschritten worden. Das aus Art. 103 Abs. 2 Grundgesetz folgende Verbot rückwirkender Bestrafung (Rechtsgrundsatz auf lat.: nulla poena sine lege) hielt der BGH für nicht betroffen, da es keinen Vertrauensschutz auf die Unverbrüchlichkeit einer bestimmten Staatspraxis gewähre. Das Bundesverfassungsgericht verwarf in seinem Beschluss zu den Mauerschützen vom 24. Oktober 1996 die gegen die Urteile des Bundesgerichtshofs eingelegten Verfassungsbeschwerden. Im Gegensatz zum Bundesgerichtshof problematisierte das Bundesverfassungsgericht die Rückwirkungsthematik. Es hielt Art. 103 Abs. 2 GG jedoch für im Ergebnis nicht verletzt. Für Fälle außerordentlichen Unrechts sei in das ansonsten absolut geltende Rückwirkungsverbot eine ungeschriebene Schrankenklausel einzubauen.

#### Kritik an der Rechtsprechung
Die Rechtsprechung des Bundesverfassungsgerichts und des Bundesgerichtshofs zur Radbruchschen Formel wurde sehr unterschiedlich bewertet.
Grundsätzliche Bedenken gegenüber der Radbruchschen Formel hatten – insbesondere im Rahmen der Mauerschützenprozesse – auch nichtpositivistische Kritiker. Diese ließen das Konzept der Radbruchschen Formel an sich zwar gelten und begrüßten insbesondere ihre Anwendung auf bestimmte Regelungen aus der nationalsozialistischen Zeit, wie dies im Staatsangehörigkeitsbeschluss des Bundesverfassungsgerichts geschehen war. Der Rechtsprechung zu den Schüssen an der innerdeutschen Grenze standen sie jedoch entweder im Ergebnis oder bezüglich der Begründung der Entscheidungen kritisch bis ablehnend gegenüber. Die erste Form dieser – nichtpositivistischen – Kritik verwies auf die vom Bundesgerichtshof im Ergebnis verneinte Frage, ob der unterschiedliche Unrechtsgehalt von NS-Normen wie § 2 der 11. Reichsbürgerverordnung einerseits und § 27 Abs. 2 DDR-Grenzgesetz andererseits eine Anwendbarkeit der Radbruchschen Formel im Falle der Mauerschützen verbiete. Sowohl Ralf Dreier – ein grundsätzlicher Befürworter der Radbruchschen Formel – als auch andere Autoren bestritten, dass bei den Schüssen an der innerdeutschen Grenze die Schwelle zum extremen Unrecht überhaupt überschritten worden sei. In diesem Zusammenhang wurde auch darauf aufmerksam gemacht, dass der Wortlaut von § 27 des DDR-Grenzgesetzes durchaus mit den entsprechenden Regelungen des bundesdeutschen Rechts (§ 10 Abs. 1 Satz 1 UZwG) vergleichbar gewesen sei.
Die zweite Form der nichtpositivistischen Kritik begrüßte die Rechtsprechung zu den Schüssen an der innerdeutschen Grenze zwar im Ergebnis, kritisierte jedoch die von der Rechtsprechung für dieses Ergebnis gelieferte Begründung. So vertrat beispielsweise Robert Alexy die Auffassung, dass § 27 Abs. 2 DDR-Grenzgesetz die Schwelle zum extremen Unrecht überschritten habe. Er merkte jedoch an, dass die strafrechtliche Verantwortlichkeit der von Jugend an in der DDR entsprechend beeinflussten Grenzsoldaten fraglich sei. Ein unvermeidbarer Verbotsirrtum, der zum Freispruch der Mauerschützen geführt hätte, habe zumindest nahegelegen. Steffen Forschner wiederum bescheinigte insbesondere dem Bundesgerichtshof eine schwankende Argumentation: Insbesondere dessen erstes einschlägiges Urteil vom 3. November 1992 mache nicht hinreichend deutlich, inwieweit der Bundesgerichtshof seine Entscheidung zur Bestrafung der Mauerschützen auf positives Völkerrecht oder auf überpositive Rechtsmaßstäbe im Sinne der Radbruchschen Formel gestützt habe.

### Rechtsphilosophische Rezeption und Kritik
Die Radbruchsche Formel steht im Zentrum der gegenwärtigen rechtsphilosophischen Diskussion um die angemessene Fassung des Rechtsbegriffs. Konkret geht es hierbei um die Kontroverse zwischen den Vertretern der rechtspositivistischen „Trennungsthese“ einerseits und der nichtpositivistischen „Verbindungsthese“ andererseits. Dieser Streit geht von der Frage aus, ob es angemessen sei, Radbruchs Konzept des „unerträglichen“ Unrechts als ausschließendes Definitionsmerkmal in den Begriff des Rechts zu integrieren.
Die „Trennungsthese“ formuliert einen positivistischen Rechtsbegriff. Sie wurde beziehungsweise wird insbesondere von H. L. A. Hart und – im deutschsprachigen Raum – von Norbert Hoerster vertreten: Der Begriff des Rechts sei so zu definieren, dass er keine moralischen Elemente – also auch keine Bezugnahme auf „extremes Unrecht“ – enthält. Recht sind den Vertretern der Trennungsthese gemäß somit alle Normen, die das Gesetzgebungsverfahren formal korrekt durchlaufen haben und sozial überwiegend wirksam sind. Das Hauptargument der Anhänger des positivistischen Rechtsbegriffs ist hierbei neben einer generellen erkenntnistheoretischen Skepsis das sogenannte „Klarheitsargument“. H. L. A. Hart brachte dieses Argument in seiner klassischen Formulierung folgendermaßen auf den Punkt:

„Denn wenn wir uns Radbruchs Ansicht anschließen und mit ihm und den deutschen Gerichten unseren Protest gegen verwerfliche Gesetze in die Behauptung kleiden, daß gewisse Normen wegen ihrer moralischen Unhaltbarkeit nicht Recht sein können, so bringen wir Verwirrung in eine der stärksten, weil einfachsten Formen moralischer Kritik.“

Rechtspositivisten wie Hart und Norbert Hoerster halten die Radbruchsche Formel zudem für eine versteckte Umgehung des Rückwirkungsverbots. Die Umgehung des Rückwirkungsverbots wird darin gesehen, dass Personen im Rahmen der Radbruchschen Formel für Vergehen und Verbrechen nachträglich bestraft werden, obwohl ihre Taten zum Zeitpunkt der Tatbegehung vom positiven Recht nicht für strafbar erklärt wurden. Diese Kritik der Rechtspositivisten an der Radbruchschen Formel sollte nicht missverstanden werden: Auch Hart hielt es grundsätzlich für richtig, NS-Verbrecher im Nachhinein für ihre Taten zu bestrafen. Er forderte die Rechtsprechung jedoch dazu auf, diese nachträgliche Bestrafung offen als partielle Außerkraftsetzung des Rückwirkungsverbots zu titulieren. Diese Offenlegung bezeichnete Hart als ein Gebot der Klarheit und der argumentativen Redlichkeit.
Die Vertreter der „Verbindungsthese“ (in Deutschland besonders dezidiert Robert Alexy sowie dessen akademischer Lehrer Ralf Dreier) verfechten hingegen einen Rechtsbegriff, der auch moralische Elemente einschließt. Sie erkennen die Stärke der beiden Hauptargumente der Rechtspositivisten – das Klarheitsargument und das Rückwirkungsargument – grundsätzlich an. Robert Alexy ist jedoch der Auffassung, dass ein um die Inhalte der Radbruchschen Formel ergänzter Rechtsbegriff auch in puncto Klarheit gegenüber dem positivistischen Rechtsbegriff keine gravierenden Nachteile aufweise. Fälle „extremen Unrechts“, auf die die Radbruchsche Formel allein abstelle, seien im Gegensatz zu „normalem Unrecht“ klar erkennbar. Aus diesem Grund sei auch die Rechtssicherheit nicht gefährdet, wenn der Rechtsbegriff um moralische Elemente im Sinne der Radbruchschen Formel ergänzt werde. Auch das Rückwirkungsargument hält Alexy im Ergebnis für nicht durchschlagend. Er verweist hierzu wiederum – nunmehr in umgekehrter Intention – auf das Klarheitsargument: Da extremes Unrecht klar erkennbar (evident) sei, dürfe sich niemand auf die scheinbare Legitimation seiner Taten durch extrem ungerechte Gesetze verlassen: Es sei bereits zum Zeitpunkt der Tat für jedermann, der sich auf solche Gesetze stütze, unmittelbar einsichtig, dass er eigentlich ein Unrecht begehe. Dieses Argument noch verstärkend, wird zudem folgendes vorgebracht: Die Radbruchsche Formel ändere die objektiv zur Tatzeit geltende Rechtslage nicht rückwirkend ab. Sie stelle lediglich deklaratorisch fest, wie die Rechtslage sich bereits zum früheren Zeitpunkt – unter Zugrundelegung gewisser Grundsätze der materiellen Gerechtigkeit – objektiv dargestellt habe. Aus diesen Gründen wird auch der Vorwurf einer versteckten Rückwirkung von den Vertretern der Verbindungsthese zurückgewiesen. Alexy vertritt daher den folgenden, auf der „Verbindungsthese“ aufbauenden Rechtsbegriff:

„Das Recht ist ein Normensystem […], das aus der Gesamtheit der Normen besteht, die zu einer im großen und ganzen wirksamen Verfassung gehören und nicht extrem ungerecht sind.“

H. L. A. Hart ging in seiner Kritik der Radbruchschen Formel über die im Rahmen des systematischen Streites um die Trennungsthese bzw. die Verbindungsthese geäußerte Kritik noch hinaus. Er hatte zwar menschliches Verständnis für die von Radbruch seiner Ansicht nach vollzogene Kehrtwende vom Positivismus zum Nichtpositivismus und führte diese auf persönliche Eindrücke Radbruchs während des Dritten Reiches zurück. Er betrachtete die Radbruchsche Formel jedoch als rechtsphilosophisch unhaltbar. Sie enthalte keine ernstzunehmende intellektuelle Argumentation, sondern lediglich eine leidenschaftliche, nicht von ausführlichen Erörterungen getragene Mahnung.

### Einschlägige Veröffentlichungen Radbruchs
- Rechtsphilosophie III. In: Arthur Kaufmann (Hrsg.): Gustav Radbruch Gesamtausgabe. Band 3. Heidelberg 1990, ISBN 3-8114-4389-5.
- Gesetzliches Unrecht und übergesetzliches Recht. In: Süddeutsche Juristenzeitung. 1946, S. 105–108, JSTOR:20800812 (archive.org – auch in DigiZeitschriften: GDZPPN001325574.).
- Fünf Minuten Rechtsphilosophie (1945). In: Ralf Dreier, Stanley L. Paulson (Hrsg.): Gustav Radbruch, Rechtsphilosophie (Studienausgabe). 2. Auflage. Heidelberg 2011, S. 209 f.
- Rechtsphilosophie. In: Ralf Dreier, Stanley L. Paulson (Hrsg.): Gustav Radbruch, Rechtsphilosophie (Studienausgabe). 3. Auflage. Heidelberg 2011, ISBN 978-3-8114-5349-4.
- Vorschule der Rechtsphilosophie. 2. Auflage. Göttingen 1959.

### Sekundärliteratur
Explizit zur Radbruchschen Formel
- Björn Schumacher: Rezeption und Kritik der Radbruchschen Formel. Göttingen 1985.
- Stanley Paulson, Ralf Dreier: Einführung in die Rechtsphilosophie Radbruchs. In: Gustav Radbruch: Rechtsphilosophie, Studienausgabe. 2. Auflage. Heidelberg 2011, S. 235–250.
- Robert Alexy: Mauerschützen. Zum Verhältnis von Recht, Moral und Strafbarkeit. Hamburg 1993, ISBN 3-525-86282-2.
- Frank Saliger: Radbruchsche Formel und Rechtsstaat. Heidelberg 1995, ISBN 3-8114-6295-4.
- Robert Alexy: Der Beschluß des Bundesverfassungsgerichts zu den Tötungen an der innerdeutschen Grenze vom 24. Oktober 1996. Hamburg 1997, ISBN 3-525-86293-8.
- Horst Dreier: Gustav Radbruch und die Mauerschützen. Juristenzeitung 1997, S. 421 ff.
- Knut Seidel: Rechtsphilosophische Aspekte der „Mauerschützen“-Prozesse. Berlin 1999, ISBN 3-428-09748-3.
- Steffen Forschner: Die Radbruchsche Formel in den höchstrichterlichen „Mauerschützenurteilen“. Tübingen 2003 (Online [PDF; 333 kB] Dissertation).
- Hidehiko Adachi: Die Radbruchsche Formel: eine Untersuchung der Rechtsphilosophie Gustav Radbruchs. Baden-Baden 2006, ISBN 3-8329-2028-5.
- Hans Vest: Gerechtigkeit für Humanitätsverbrechen? Nationale Strafverfolgung von staatlichen Systemverbrechen mit Hilfe der Radbruchschen Formel. Tübingen 2006, ISBN 3-16-149103-3.

Zur Trennungsthese/Verbindungsthese
- H. L. A. Hart: Der Positivismus und die Trennung von Recht und Moral. In: H. L. A. Hart: Recht und Moral. Drei Aufsätze. Göttingen 1971, ISBN 3-525-33311-0, S. 14–57, urn:nbn:de:bvb:12-bsb00048107-7.
- Robert Alexy: Begriff und Geltung des Rechts. Freiburg und München 1992, ISBN 3-495-48063-3.
- Matthias Kaufmann: Rechtsphilosophie. München 1996, ISBN 3-495-47478-1.
- Norbert Hoerster: Was ist Recht? Grundfragen der Rechtsphilosophie. München 2006, ISBN 3-406-54147-X.